# Quà tặng cuộc sống
Quà tặng cuộc sống là một series phim hoạt hình ngắn được sản xuất tại Việt Nam và được phát sóng trên kênh VTV3 của Đài truyền hình Việt Nam. Ngoài ra còn được phát sóng trên nhiều kênh khác vào nhiều khung giờ.

## Nội dung
Quà tặng cuộc sống được xây dựng dưới hình thức phim hoạt hình nghệ thuật, có thời lượng 5 phút. Nội dung của chương trình chứa đựng những thông điệp về tình cảm con người hoặc những triết lý, bài học kinh nghiệm về cuộc sống. Mỗi phim là một câu chuyện nhỏ, súc tích, xoay quanh mọi lĩnh vực của cuộc sống thường ngày: bó hoa trên mộ mẹ, lời dạy của người thầy năm xưa và kỷ niệm về một người bạn. Qua đó, gửi gắm những triết lý sâu sắc về lẽ sống như: hạnh phúc là gì và sức mạnh của nụ cười.

## Phát sóng
- 25 tháng 1 năm 2010 - 30 tháng 11 năm 2010: 21h20 hàng ngày trên kênh VTV1.
- 1 tháng 12 năm 2010 - 31 tháng 12 năm 2016: 22h thứ 2 đến thứ 6.
- 1 tháng 12 năm 2010 -  20 tháng 6 năm 2025: 22h30 thứ 2 đến thứ 6, 23h00 thứ 7 và Chủ nhật trên kênh VTV3.
- 23 tháng 6 năm 2025 - nay: 21h55 thứ 2 đến thứ 4 trên kênh VTV3.

## Sản xuất
Theo tuyên bố của nhà sản xuất, bản quyền series được Công ty Cổ phần Truyền thông S.U.N RISE mua từ một công ty Mỹ để đem về phối hợp với Đài Truyền hình Việt Nam sản xuất tại xưởng hoạt hình Sunrise Animation. Mỗi ê-kíp làm phim có từ 15-20 họa sĩ và mất từ 1-2 tuần để sản xuất một tập phim.

## Phát triển
Ngoài đội ngũ biên tập của riêng mình, nhà sản xuất Quà tặng cuộc sống cũng đã hai lần tổ chức cuộc thi viết truyện ngắn đồng hành với series phim để tìm kiếm ý tưởng.
Lần đầu tiên, cuộc thi kéo dài 5 tháng từ tháng 12/2010 đến tháng 5/2011. Qua nhiều vòng sơ khảo, ban tổ chức đã chọn được 150 tác phẩm vào Chung kết. Kết quả, cuộc thi không có giải nhất; hai giải nhì trao cho "Thức dậy và mỉm cười" của Trần Thái Hồng (Học sinh lớp 12, trường PTTH Kim Liên, Hà Nội) và "Con búp bê vô giá" của Hồ Uyên Sa (Đại học Ngoại ngữ Huế). Ba giải Ba gồm: "Bức tranh kỳ lạ" – Chu Thanh Hương; "Chim di cư" – Phạm Thu Hằng (Nghệ An); "Giỏ táo đỏ tươi" – Trần Thị Phương Trinh (Tp. Hồ Chí Minh).
Lần thứ hai, cũng sau 5 tháng từ tháng 6 đến 11/2015, ban tổ chức đã nhận được 5.743 tác phẩm của 3.124 tác giả dự thi (tăng gần 20% so với năm 2010). Trong đó, truyện ngắn "Người đi nhặt hạnh phúc" của tác giả Nguyễn Hồng Cúc (TPHCM) đã giành giải Nhất cuộc thi. Hai giải Nhì lần lượt thuộc về tác phẩm "Trở về" (tác giả Nguyễn Văn Vin) và "Đừng để mẹ khóc" (tác giả Nguyễn Dũng Chinh). Ngoài ra BTC còn trao 3 giải Ba và 20 giải Khuyến khích.

## Tranh cãi
Chương trình Quà tặng cuộc sống phát sóng ngày 19 tháng 11 năm 2014 phát phim "Nhặt xương cho thầy" có nội dung phản cảm. VTV đã bị phạt 30 triệu đồng vì gây xúc phạm nghề nhà giáo nhân ngày Nhà giáo Việt Nam ngày 20 tháng 11.
Chương trình Quà tặng cuộc sống phát sóng ngày 25 tháng 6 năm 2015 bị tố xâm phạm bản quyền.
Cũng trong một số phát sóng khác vào ngày 10 tháng 4 năm 2022, chương trình đã bị chỉ trích khi được cho là có những nội dung và thông điệp mang tính khinh thường các nhà thiên văn học. Phía VTV sau đó đã gỡ toàn bộ các video phát lại chương trình trên nền tảng và gửi lời xin lỗi đến người xem.